# Naebang (métro de Séoul)
Naebang est une station sur la ligne 7 du métro de Séoul, dans l'arrondissement de Seocho-gu.